# Гибелштат
Гибелштат (њем. Giebelstadt) град је у њемачкој савезној држави Баварска. Једно је од 52 општинска средишта округа Вирцбург. Према процјени из 2010. у граду је живјело 5.040 становника. Посједује регионалну шифру (AGS) 9679138.

## Географски и демографски подаци
Гибелштат се налази у савезној држави Баварска у округу Вирцбург. Град се налази на надморској висини од 300 метара. Површина општине износи 48,1 km². У самом граду је, према процјени из 2010. године, живјело 5.040 становника. Просјечна густина становништва износи 105 становника/km².